# Ванъёган
Ванъёган (устар. Ван-Еган) — река в России, протекает по территории Нижневартовского района Ханты-Мансийского автономного округа. Впадает слева в Аган, в 318 км от его устья. Длина реки — 162 км, площадь водосборного бассейна — 1660 км².
Высота устья — 58,4 м над уровнем моря.

## Притоки
- 25 км: Люликъёган
- 59 км: река без названия
- 60 км: река без названия
- 72 км: Гунъёган
- 108 км: Айёган
- 125 км: Кутыпъёган

## Данные водного реестра
По данным государственного водного реестра России относится к Верхнеобскому бассейновому округу, водохозяйственный участок реки — Обь от впадения реки Вах до города Нефтеюганск, речной подбассейн реки — Обь ниже Ваха до впадения Иртыша. Речной бассейн реки — (Верхняя) Обь до впадения Иртыша.